# Diecezja Inczon
Diecezja Inczon (łac. Dioecesis Inchonensis, kor. 천주교 인천교구) – rzymskokatolicka diecezja ze stolicą w Inczon, w Korei Południowej. Biskupi Inczon są sufraganami arcybiskupów seulskich.
31 grudnia 2010 w diecezji służyło 319 kapłanów, z czego 305 było Koreańczykami a 14 obcokrajowcami. W seminarium duchownym kształciło się 131 alumnów.
W 2023 w diecezji służyło 106 braci i 586 sióstr zakonnych.
Kościół katolicki na terenie diecezji prowadzi 2 szpitale oraz 96 instytucji pomocy społecznej. W diecezji znajduje się również 1 katolicki uniwersytet dla osób świeckich.

## Historia
6 czerwca 1961 papież Jan XXIII bullą Coreanae nationis orae erygował wikariat apostolski Inczon. Dotychczas wierni z tych terenów należeli do wikariatu apostolskiego Seulu (obecnie archidiecezja seulska).
10 marca 1962 ten sam papież podniósł wikariat apostolski Inczon do rangi diecezji.

## Ordynariusze

### Wikariusz apostolski Inczon
- William John McNaughton MM[1] (1961–1962)

### Biskupi Inczon
- William John McNaughton MM (1962–2002)
- Boniface Choi Ki-san (2002–2016)
- John Baptist Jung Shin-chul (od 2016)[2]

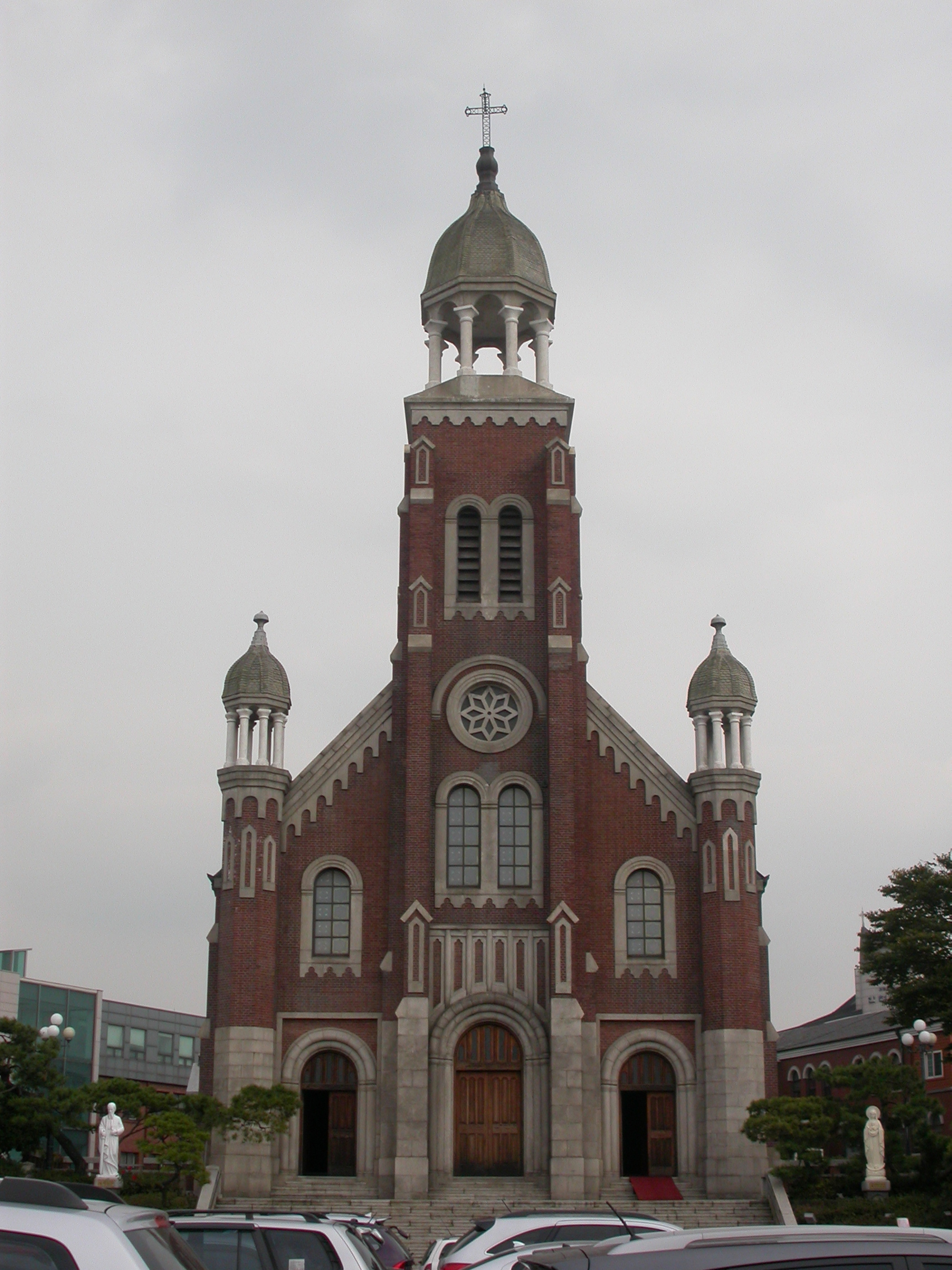
Katedra św. Pawła w Inczon